# Осповат, Лев Самойлович
Лев Само́йлович Оспова́т (13 декабря 1922, Кунгур, Пермская губерния — 22 июня 2009, Москва) — советский и российский литературовед и литературный критик, историк испанской и латиноамериканской словесности, переводчик, биограф поэта Федерико Гарсиа Лорки и художника Диего Риверы, кандидат филологических наук, участник Великой Отечественной войны, член Союза писателей СССР (1962), отец Александра Осповата.

## Биография
Лев Самойлович Осповат родился 13 декабря 1922 года в уездном городе Кунгур Пермской губернии РСФСР (ныне город в Пермском крае Российской Федерации). Перед войной жил в Хабаровске. В августе 1941 года он был призван в ряды Рабоче-крестьянской Красной Армии. Участник Великой Отечественной войны. Воевал гвардии сержант Л. С. Осповат старшим радиотелеграфистом в составе 127-го отдельного батальона связи 17-го гвардейского стрелкового корпуса. Демобилизовался в 1946 году. Некоторое время работал учителем в Калужской области и в Москве.
В 1952 году окончил исторический факультет МГУ им. М. В. Ломоносова. В 1961 году получил степень кандидата филологических наук, защитив диссертацию о творчестве Пабло Неруды. Занимался литературной деятельностью. Член союза писателей СССР с 1962 года.
Похоронен в Москве на Ваганьковском кладбище.
Жена — В. Н. Кутейщикова, сын — А. Л. Осповат. С 1967 по 1989 год они  жили в ЖСК «Советский писатель»: Красноармейская улица, д. 21 (до 1969: 1-я Аэропортовская ул., д. 20).

## Награды
Медали, в том числе:
- лауреат медали имени Пабло Неруды (2006)
- Медаль «За боевые заслуги» (21.10.1944)